# Danh sách loài nhện trong họ Dysderidae
Danh sách này liệu kê các loài nhện trong họ Dysderidae.

## Cryptoparachtes
Cryptoparachtes Dunin, 1992
- Cryptoparachtes adzharicus Dunin, 1992
- Cryptoparachtes charitonowi (Mcheidze, 1972)
- Cryptoparachtes fedotovi (Charitonov, 1956)

## Dasumia
Dasumia Thorell, 1875
- Dasumia amoena (Kulczynski, 1897)
- Dasumia canestrinii (L. Koch, 1876)
- Dasumia carpatica (Kulczynski, 1882)
- Dasumia cephalleniae Brignoli, 1976
- Dasumia chyzeri (Kulczynski, 1906)
- Dasumia crassipalpis (Simon, 1882)
- Dasumia diomedea Caporiacco, 1947
- Dasumia kusceri (Kratochvíl, 1935)
- Dasumia laevigata (Thorell, 1873)
- Dasumia mariandyna Brignoli, 1979
- Dasumia nativitatis Brignoli, 1974
- Dasumia sancticedri Brignoli, 1978
- Dasumia taeniifera Thorell, 1875

## Dysdera
Dysdera Latreille, 1804
- Dysdera aciculata Simon, 1882
- Dysdera aculeata Kroneberg, 1875
- Dysdera adriatica Kulczynski, 1897
- Dysdera affinis Ferrández, 1996
- Dysdera afghana Denis, 1958
- Dysdera alegranzaensis Wunderlich, 1992
- Dysdera alentejana Ferrández, 1996
- Dysdera ambulotenta Ribera, Ferrández & Blasco, 1985
- Dysdera anatoliae Deeleman-Reinhold, 1988
- Dysdera ancora Grasshoff, 1959
- Dysdera andamanae Arnedo & Ribera, 1997
- Dysdera andreini Caporiacco, 1928
- Dysdera anonyma Ferrández, 1984
- Dysdera apenninica Alicata, 1964
  - Dysdera apenninica aprutiana Alicata, 1964
- Dysdera arabiafelix Gasparo & van Harten, 2006
- Dysdera arabica Deeleman-Reinhold, 1988
- Dysdera arabisenen Arnedo & Ribera, 1997
- Dysdera argaeica Nosek, 1905
- Dysdera arganoi Gasparo, 2004
- Dysdera armenica Charitonov, 1956
- Dysdera arnoldii Charitonov, 1956
- Dysdera asiatica Nosek, 1905
- Dysdera atlantea Denis, 1954
- Dysdera atlantica Simon, 1909
- Dysdera aurgitana Ferrández, 1996
- Dysdera azerbajdzhanica Charitonov, 1956
- Dysdera baetica Ferrández, 1984
- Dysdera bandamae Schmidt, 1973
- Dysdera baratellii Pesarini, 2001
- Dysdera beieri Deeleman-Reinhold, 1988
- Dysdera bellimundi Deeleman-Reinhold, 1988
- Dysdera bernardi Denis, 1966
- Dysdera bicolor Taczanowski, 1874
- Dysdera bicornis Fage, 1931
- Dysdera bidentata Dunin, 1990
- Dysdera bogatschevi Dunin, 1990
- Dysdera borealicaucasica Dunin, 1991
- Dysdera bottazziae Caporiacco, 1951
- Dysdera breviseta Wunderlich, 1992
- Dysdera brevispina Wunderlich, 1992
- Dysdera brignoliana Gasparo, 2000
- Dysdera brignolii Dunin, 1989
- Dysdera caeca Ribera, 1993
- Dysdera calderensis Wunderlich, 1987
- Dysdera castillonensis Ferrández, 1996
- Dysdera centroitalica Gasparo, 1997
- Dysdera cephalonica Deeleman-Reinhold, 1988
- Dysdera charitonowi Mcheidze, 1979
- Dysdera chioensis Wunderlich, 1992
- Dysdera circularis Deeleman-Reinhold, 1988
- Dysdera coiffaiti Denis, 1962
- Dysdera collucata Dunin, 1991
- Dysdera concinna L. Koch, 1878
- Dysdera corfuensis Deeleman-Reinhold, 1988
- Dysdera cornipes Karsch, 1881
- Dysdera cribellata Simon, 1883
- Dysdera cribrata Simon, 1882
- Dysdera cristata Deeleman-Reinhold, 1988
- Dysdera crocata C. L. Koch, 1838
  - Dysdera crocata mutica Simon, 1910
  - Dysdera crocata parvula Simon, 1910
- Dysdera crocolita Simon, 1910
- Dysdera curviseta Wunderlich, 1987
- Dysdera cylindrica O. P.-Cambridge, 1885
- Dysdera daghestanica Dunin, 1991
- Dysdera dentichelis Simon, 1882
- Dysdera deserticola Simon, 1910
- Dysdera diversa Blackwall, 1862
- Dysdera drescoi Ribera, 1983
- Dysdera dubrovninnii Deeleman-Reinhold, 1988
- Dysdera dunini Deeleman-Reinhold, 1988
- Dysdera dysderoides (Caporiacco, 1947)
- Dysdera edumifera Ferrández, 1983
- Dysdera enghoffi Arnedo, Oromí & Ribera, 1997
- Dysdera enguriensis Deeleman-Reinhold, 1988
- Dysdera erythrina (Walckenaer, 1802)
  - Dysdera erythrina fervida Simon, 1882
  - Dysdera erythrina lantosquensis Simon, 1882
  - Dysdera erythrina provincialis Simon, 1882
- Dysdera espanoli Ribera & Ferrández, 1986
- Dysdera esquiveli Ribera & Blasco, 1986
- Dysdera falciformis Barrientos & Ferrández, 1982
- Dysdera fedtschenkoi Dunin, 1992
- Dysdera ferghanica Dunin, 1985
- Dysdera festai Caporiacco, 1929
- Dysdera flagellata Grasshoff, 1959
- Dysdera flagellifera Caporiacco, 1947
  - Dysdera flagellifera aeoliensis Alicata, 1973
- Dysdera flavitarsis Simon, 1882
- Dysdera fragaria Deeleman-Reinhold, 1988
- Dysdera fuscipes Simon, 1882
- Dysdera fustigans Alicata, 1966
- Dysdera gamarrae Ferrández, 1984
- Dysdera gemina Deeleman-Reinhold, 1988
- Dysdera ghilarovi Dunin, 1987
- Dysdera gibbifera Wunderlich, 1992
- Dysdera gigas Roewer, 1928
- Dysdera gmelini Dunin, 1991
- Dysdera gollumi Ribera & Arnedo, 1994
- Dysdera gomerensis Strand, 1911
- Dysdera granulata Kulczynski, 1897
- Dysdera gruberi Deeleman-Reinhold, 1988
- Dysdera guayota Arnedo & Ribera, 1999
- Dysdera halkidikii Deeleman-Reinhold, 1988
- Dysdera hamifera Simon, 1910
  - Dysdera hamifera macellina Simon, 1910
- Dysdera hattusas Deeleman-Reinhold, 1988
- Dysdera helenae Ferrández, 1996
- Dysdera hernandezi Arnedo & Ribera, 1999
- Dysdera hiemalis Deeleman-Reinhold, 1988
- Dysdera hirguan Arnedo, Oromí & Ribera, 1997
- Dysdera hirsti Denis, 1945
- Dysdera hungarica Kulczynski, 1897
  - Dysdera hungarica atra Mcheidze, 1979
  - Dysdera hungarica subalpina Dunin, 1992
- Dysdera iguanensis Wunderlich, 1987
- Dysdera imeretiensis Mcheidze, 1979
- Dysdera incertissima Denis, 1961
- Dysdera incognita Dunin, 1991
- Dysdera inermis Ferrández, 1984
- Dysdera inopinata Dunin, 1991
- Dysdera insulana Simon, 1883
- Dysdera jana Gasparo & Arnedo, 2009
- Dysdera karabachica Dunin, 1990
- Dysdera kollari Doblika, 1853
- Dysdera kronebergi Dunin, 1992
- Dysdera kugitangica Dunin, 1992
- Dysdera kulczynskii Simon, 1914
- Dysdera kusnetsovi Dunin, 1989
- Dysdera labradaensis Wunderlich, 1992
- Dysdera lagrecai Alicata, 1964
- Dysdera lancerotensis Simon, 1907
- Dysdera lata Reuss, 1834
- Dysdera laterispina Pesarini, 2001
- Dysdera leprieuri Simon, 1882
- Dysdera levipes Wunderlich, 1987
- Dysdera ligustica Gasparo, 1997
- Dysdera limitanea Dunin, 1985
- Dysdera limnos Deeleman-Reinhold, 1988
- Dysdera liostetha Simon, 1907
- Dysdera littoralis Denis, 1962
- Dysdera longa Wunderlich, 1992
- Dysdera longibulbis Denis, 1962
- Dysdera longimandibularis Nosek, 1905
- Dysdera longirostris Doblika, 1853
- Dysdera lubrica Simon, 1907
- Dysdera lucidipes Simon, 1882
  - Dysdera lucidipes melillensis Simon, 1910
- Dysdera lusitanica Kulczynski, 1915
- Dysdera machadoi Ferrández, 1996
- Dysdera macra Simon, 1883
- Dysdera madai Arnedo, 2007
- Dysdera maronita Gasparo, 2003
- Dysdera martensi Dunin, 1991
- Dysdera mauritanica Simon, 1909
  - Dysdera mauritanica aurantiaca Simon, 1909
- Dysdera maurusia Thorell, 1873
- Dysdera mazini Dunin, 1991
- Dysdera meschetiensis Mcheidze, 1979
- Dysdera minuta Deeleman-Reinhold, 1988
- Dysdera minutissima Wunderlich, 1992
- Dysdera mixta Deeleman-Reinhold, 1988
- Dysdera montanetensis Wunderlich, 1992
- Dysdera monterossoi Alicata, 1964
- Dysdera mordax L. Koch, 1882
- Dysdera mucronata Simon, 1910
- Dysdera murphiorum Deeleman-Reinhold, 1988
- Dysdera nenilini Dunin, 1989
- Dysdera neocretica Deeleman-Reinhold, 1988
- Dysdera nesiotes Simon, 1907
- Dysdera nicaeensis Thorell, 1873
- Dysdera ninnii Canestrini, 1868
- Dysdera nomada Simon, 1910
- Dysdera nubila Simon, 1882
- Dysdera orahan Arnedo, Oromí & Ribera, 1997
- Dysdera ortunoi Ferrández, 1996
- Dysdera osellai Alicata, 1973
- Dysdera paganettii Deeleman-Reinhold, 1988
- Dysdera pamirica Dunin, 1992
- Dysdera pandazisi Hadjissarantos, 1940
- Dysdera paucispinosa Wunderlich, 1992
- Dysdera pavani Caporiacco, 1941
- Dysdera pectinata Deeleman-Reinhold, 1988
- Dysdera pharaonis Simon, 1907
- Dysdera pococki Dunin, 1985
- Dysdera pominii Caporiacco, 1947
- Dysdera portisancti Wunderlich, 1995
- Dysdera praepostera Denis, 1961
- Dysdera presai Ferrández, 1984
- Dysdera pretneri Deeleman-Reinhold, 1988
- Dysdera pristiphora Pesarini, 2001
- Dysdera punctata C. L. Koch, 1838
- Dysdera punctocretica Deeleman-Reinhold, 1988
- Dysdera raddei Dunin, 1990
- Dysdera ramblae Arnedo, Oromí & Ribera, 1997
- Dysdera ratonensis Wunderlich, 1992
- Dysdera ravida Simon, 1909
- Dysdera richteri Charitonov, 1956
- Dysdera roemeri Strand, 1906
- Dysdera romana Gasparo & Di Franco, 2008
- Dysdera romantica Deeleman-Reinhold, 1988
- Dysdera rostrata Denis, 1961
- Dysdera rubus Deeleman-Reinhold, 1988
- Dysdera rudis Simon, 1882
- Dysdera rugichelis Simon, 1907
- Dysdera rullii Pesarini, 2001
- Dysdera sanborondon Arnedo, Oromí & Ribera, 2000
- Dysdera satunini Dunin, 1990
- Dysdera scabricula Simon, 1882
- Dysdera sciakyi Pesarini, 2001
- Dysdera seclusa Denis, 1961
- Dysdera sefrensis Simon, 1910
- Dysdera shardana Opatova & Arnedo, 2009
- Dysdera sibyllina Arnedo, 2007
- Dysdera sibyllinica Kritscher, 1956
- Dysdera silana Alicata, 1965
- Dysdera silvatica Schmidt, 1981
- Dysdera simoni Deeleman-Reinhold, 1988
- Dysdera snassenica Simon, 1910
  - Dysdera snassenica collina Simon, 1910
- Dysdera soleata Karsch, 1881
- Dysdera solers Walckenaer, 1837
- Dysdera spasskyi Charitonov, 1956
- Dysdera spinicrus Simon, 1882
- Dysdera spinidorsa Wunderlich, 1992
- Dysdera subcylindrica Charitonov, 1956
- Dysdera subnubila Simon, 1907
- Dysdera subsquarrosa Simon, 1914
- Dysdera sultani Deeleman-Reinhold, 1988
- Dysdera sutoria Denis, 1945
- Dysdera tartarica Kroneberg, 1875
- Dysdera tbilisiensis Mcheidze, 1979
- Dysdera tenuistyla Denis, 1961
- Dysdera tilosensis Wunderlich, 1992
- Dysdera topcui Gasparo, 2008
- Dysdera tystshenkoi Dunin, 1989
- Dysdera ukrainensis Charitonov, 1956
- Dysdera unguimmanis Ribera, Ferrández & Blasco, 1985
- Dysdera valentina Ribera, 2004
- Dysdera vandeli Denis, 1962
- Dysdera veigai Ferrández, 1984
- Dysdera ventricosa Grasshoff, 1959
- Dysdera vermicularis Berland, 1936
- Dysdera verneaui Simon, 1883
- Dysdera vesiculifera Simon, 1882
- Dysdera vignai Gasparo, 2003
- Dysdera vivesi Ribera & Ferrández, 1986
- Dysdera volcania Ribera, Ferrández & Blasco, 1985
- Dysdera werneri Deeleman-Reinhold, 1988
- Dysdera westringi O. P.-Cambridge, 1872
- Dysdera yguanirae Arnedo & Ribera, 1997
- Dysdera yozgat Deeleman-Reinhold, 1988
- Dysdera zarudnyi Charitonov, 1956

## Dysderella
Dysderella Dunin, 1992
- Dysderella caspica (Dunin, 1990)
- Dysderella transcaspica (Dunin & Fet, 1985)

## Dysderocrates
Dysderocrates Deeleman-Reinhold & Deeleman, 1988
- Dysderocrates egregius (Kulczynski, 1897)
- Dysderocrates gasparoi Deeleman-Reinhold, 1988
- Dysderocrates marani (Kratochvíl, 1937)
- Dysderocrates regina Deeleman-Reinhold, 1988
- Dysderocrates silvestris Deeleman-Reinhold, 1988
- Dysderocrates storkani (Kratochvíl, 1935)

## Folkia
Folkia Kratochvíl, 1970
- Folkia boudewijni Deeleman-Reinhold, 1993
- Folkia haasi (Reimoser, 1929)
- Folkia inermis (Absolon & Kratochvíl, 1933)
- Folkia lugens Brignoli, 1974
- Folkia mrazeki (Nosek, 1904)
- Folkia pauciaculeata (Fage, 1943)
- Folkia subcupressa Deeleman-Reinhold, 1993

## Harpactea
Harpactea Bristowe, 1939
- Harpactea abantia (Simon, 1884)
- Harpactea achsuensis Dunin, 1991
- Harpactea acuta Beladjal & Bosmans, 1997
- Harpactea aeoliensis Alicata, 1973
- Harpactea aeruginosa Barrientos, Espuny & Ascaso, 1994
- Harpactea agnolettii Brignoli, 1978
- Harpactea albanica (Caporiacco, 1949)
- Harpactea alexandrae Lazarov, 2006
- Harpactea algarvensis Ferrández, 1990
- Harpactea alicatai Brignoli, 1979
- Harpactea angustata (Lucas, 1846)
- Harpactea apollinea Brignoli, 1979
- Harpactea arguta (Simon, 1907)
- Harpactea armenica Dunin, 1989
- Harpactea asparuhi Lazarov, 2008
- Harpactea auresensis Bosmans & Beladjal, 1991
- Harpactea auriga (Simon, 1910)
- Harpactea aurigoides Bosmans & Beladjal, 1991
- Harpactea azerbajdzhanica Dunin, 1991
- Harpactea azowensis Charitonov, 1956
- Harpactea babori (Nosek, 1905)
- Harpactea blasi Ribera & Ferrández, 1986
- Harpactea buchari Dunin, 1991
- Harpactea caligata Beladjal & Bosmans, 1997
- Harpactea camenarum Brignoli, 1977
- Harpactea carusoi Alicata, 1974
- Harpactea catholica (Brignoli, 1984)
- Harpactea caucasia (Kulczynski, 1895)
- Harpactea cecconii (Kulczynski, 1908)
- Harpactea chreensis Bosmans & Beladjal, 1989
- Harpactea christae Bosmans & Beladjal, 1991
- Harpactea christodeltshevi Bayram, Kunt & Yagmur, 2009
- Harpactea coccifera Brignoli, 1984
- Harpactea colchidis Brignoli, 1978
- Harpactea corinthia Brignoli, 1984
- Harpactea corticalis (Simon, 1882)
- Harpactea cressa Brignoli, 1984
- Harpactea dashdamirovi Dunin, 1993
- Harpactea deelemanae Dunin, 1989
- Harpactea deltshevi Dimitrov & Lazarov, 1999
- Harpactea diraoi Brignoli, 1978
- Harpactea dobati Alicata, 1974
- Harpactea doblikae (Thorell, 1875)
- Harpactea dufouri (Thorell, 1873)
- Harpactea dumonti Bosmans & Beladjal, 1991
- Harpactea eskovi Dunin, 1989
- Harpactea fageli Brignoli, 1980
- Harpactea forcipifera (Simon, 1910)
- Harpactea gaditana Pesarini, 1988
- Harpactea galatica Brignoli, 1978
- Harpactea gennargentu Wunderlich, 1995
- Harpactea globifera (Simon, 1910)
- Harpactea golovatchi Dunin, 1989
- Harpactea gridellii (Caporiacco, 1951)
- Harpactea grisea (Canestrini, 1868)
- Harpactea hauseri Brignoli, 1976
- Harpactea haymozi Brignoli, 1979
- Harpactea heizerensis Bosmans & Beladjal, 1991
- Harpactea heliconia Brignoli, 1984
- Harpactea henschi (Kulczynski, 1915)
- Harpactea herodis Brignoli, 1978
- Harpactea hispana (Simon, 1882)
- Harpactea hombergi (Scopoli, 1763)
- Harpactea hyrcanica Dunin, 1991
- Harpactea incerta Brignoli, 1979
- Harpactea incurvata Bosmans & Beladjal, 1991
- Harpactea indistincta Dunin, 1991
- Harpactea innupta Beladjal & Bosmans, 1997
- Harpactea isaurica Brignoli, 1978
- Harpactea johannitica Brignoli, 1976
- Harpactea kalaensis Beladjal & Bosmans, 1997
- Harpactea karabachica Dunin, 1991
- Harpactea kareli Bosmans & Beladjal, 1991
- Harpactea konradi Lazarov, 2009
- Harpactea korgei Brignoli, 1979
- Harpactea krueperi (Simon, 1884)
- Harpactea kubrati Lazarov, 2008
- Harpactea kulczynskii Brignoli, 1976
- Harpactea lazonum Brignoli, 1978
- Harpactea lepida (C. L. Koch, 1838)
- Harpactea loebli Brignoli, 1974
- Harpactea logunovi Dunin, 1992
- Harpactea longitarsa Alicata, 1974
- Harpactea longobarda Pesarini, 2001
- Harpactea lyciae Brignoli, 1978
- Harpactea maelfaiti Beladjal & Bosmans, 1997
- Harpactea magnibulbi Machado & Ferrández, 1991
- Harpactea major (Simon, 1910)
- Harpactea martensi Dunin, 1991
- Harpactea mcheidzeae Dunin, 1992
- Harpactea medeae Brignoli, 1978
- Harpactea mehennii Bosmans & Beladjal, 1989
- Harpactea mertensi Bosmans & Beladjal, 1991
- Harpactea minoccii Ferrández, 1982
- Harpactea minuta Alicata, 1974
- Harpactea mithridatis Brignoli, 1979
- Harpactea mitidjae Bosmans & Beladjal, 1991
- Harpactea modesta Dunin, 1991
- Harpactea monicae Bosmans & Beladjal, 1991
- Harpactea mouzaiensis Bosmans & Beladjal, 1989
- Harpactea muscicola (Simon, 1882)
- Harpactea nachitschevanica Dunin, 1991
- Harpactea nausicaae Brignoli, 1976
- Harpactea nenilini Dunin, 1989
- Harpactea nuragica Alicata, 1966
- Harpactea oglasana Gasparo, 1992
- Harpactea oranensis Bosmans & Beladjal, 1991
- Harpactea ortegai Ribera & De Mas, 2003
- Harpactea osellai Brignoli, 1978
- Harpactea ouarsenensis Bosmans & Beladjal, 1991
- Harpactea ovata Beladjal & Bosmans, 1997
- Harpactea paradoxa Dunin, 1992
- Harpactea parthica Brignoli, 1980
- Harpactea piligera (Thorell, 1875)
- Harpactea pisidica Brignoli, 1978
- Harpactea proxima Ferrández, 1990
- Harpactea punica Alicata, 1974
- Harpactea reniformis Beladjal & Bosmans, 1997
- Harpactea rubicunda (C. L. Koch, 1838)
- Harpactea rucnerorum Polenec & Thaler, 1975
- Harpactea ruffoi Alicata, 1974
- Harpactea rugichelis Denis, 1955
- Harpactea sadistica Rezác, 2008
- Harpactea saeva (Herman, 1879)
- Harpactea samuili Lazarov, 2006
- Harpactea sanctaeinsulae Brignoli, 1978
- Harpactea sanctidomini Gasparo, 1997
- Harpactea sardoa Alicata, 1966
- Harpactea sbordonii Brignoli, 1978
- Harpactea sciakyi Pesarini, 1988
- Harpactea secunda Dunin, 1989
- Harpactea senalbensis Beladjal & Bosmans, 1997
- Harpactea serena (Simon, 1907)
- Harpactea sicula Alicata, 1966
- Harpactea sinuata Beladjal & Bosmans, 1997
- Harpactea spasskyi Dunin, 1992
- Harpactea srednagora Dimitrov & Lazarov, 1999
- Harpactea stalitoides Ribera, 1993
- Harpactea strandi (Caporiacco, 1939)
- Harpactea strandjica Dimitrov, 1997
- Harpactea strinatii Brignoli, 1979
- Harpactea sturanyi (Nosek, 1905)
- Harpactea subiasi Ferrández, 1990
- Harpactea talyschica Dunin, 1991
- Harpactea terveli Lazarov, 2009
- Harpactea thaleri Alicata, 1966
- Harpactea undosa Beladjal & Bosmans, 1997
- Harpactea vagabunda Dunin, 1991
- Harpactea vignai Brignoli, 1978
- Harpactea villehardouini Brignoli, 1979
- Harpactea yakourensis Beladjal & Bosmans, 1997
- Harpactea zaitzevi Charitonov, 1956
- Harpactea zannonensis Alicata, 1966
- Harpactea zjuzini Dunin, 1991
- Harpactea zoiai Gasparo, 1999

## Harpactocrates
Harpactocrates Simon, 1914
- Harpactocrates apennicola Simon, 1914
- Harpactocrates cazorlensis Ferrández, 1986
- Harpactocrates drassoides (Simon, 1882)
- Harpactocrates escuderoi Ferrández, 1986
- Harpactocrates globifer Ferrández, 1986
- Harpactocrates gredensis Ferrández, 1986
- Harpactocrates gurdus Simon, 1914
- Harpactocrates intermedius Dalmas, 1915
- Harpactocrates meridionalis Ferrández & Martin, 1986
- Harpactocrates radulifer Simon, 1914
- Harpactocrates ravastellus Simon, 1914
- Harpactocrates trialetiensis Mcheidze, 1997
- Harpactocrates troglophilus Brignoli, 1978

## Holissus
Holissus Simon, 1882
- Holissus unciger Simon, 1882

## Hygrocrates
Hygrocrates Deeleman-Reinhold, 1988
- Hygrocrates caucasicus Dunin, 1992
- Hygrocrates georgicus (Mcheidze, 1972)
- Hygrocrates lycaoniae (Brignoli, 1978)

## Kaemis
Kaemis Deeleman-Reinhold, 1993
- Kaemis carnicus Gasparo, 1995
- Kaemis circe (Brignoli, 1975)
- Kaemis vernalis Deeleman-Reinhold, 1993

## Mesostalita
Mesostalita Deeleman-Reinhold, 1971
- Mesostalita comottii (Gasparo, 1999)
- Mesostalita kratochvili Deeleman-Reinhold, 1971
- Mesostalita nocturna (Roewer, 1931)

## Minotauria
Minotauria Kulczynski, 1903
- Minotauria attemsi Kulczynski, 1903
- Minotauria fagei (Kratochvíl, 1970)

## Parachtes
Parachtes Alicata, 1964
- Parachtes andreinii Alicata, 1966
- Parachtes cantabrorum (Simon, 1914)
- Parachtes deminutus (Denis, 1957)
- Parachtes ignavus (Simon, 1882)
- Parachtes inaequipes (Simon, 1882)
- Parachtes latialis Alicata, 1966
- Parachtes limbarae (Kraus, 1955)
- Parachtes loboi Jiménez-Valverde, Barriga & Moreno, 2006
- Parachtes romandiolae (Caporiacco, 1949)
- Parachtes siculus (Caporiacco, 1949)
- Parachtes teruelis (Kraus, 1955)
- Parachtes vernae (Caporiacco, 1936)

## Parastalita
Parastalita Absolon & Kratochvíl, 1932
- Parastalita stygia (Joseph, 1882)

## Rhode
Rhode Simon, 1882
- Rhode aspinifera (Nikolic, 1963)
- Rhode baborensis Beladjal & Bosmans, 1996
- Rhode biscutata Simon, 1893
- Rhode magnifica Deeleman-Reinhold, 1978
- Rhode scutiventris Simon, 1882
- Rhode stalitoides Deeleman-Reinhold, 1978
- Rhode subterranea (Kratochvíl, 1935)
- Rhode tenuipes (Simon, 1882)
- Rhode testudinea Pesarini, 1984

## Rhodera
Rhodera Deeleman-Reinhold, 1989
- Rhodera hypogea Deeleman-Reinhold, 1989

## Sardostalita
Sardostalita Gasparo, 1999
- Sardostalita patrizii (Roewer, 1956)

## Speleoharpactea
Speleoharpactea Ribera, 1982
- Speleoharpactea levantina Ribera, 1982

## Stalagtia
Stalagtia Kratochvíl, 1970
- Stalagtia argus Brignoli, 1976
- Stalagtia hercegovinensis (Nosek, 1905)
- Stalagtia kratochvili Brignoli, 1976
- Stalagtia monospina (Absolon & Kratochvíl, 1933)
- Stalagtia skadarensis Kratochvíl, 1970
- Stalagtia thaleriana Chatzaki & Arnedo, 2006

## Stalita
Stalita Schiødte, 1847
- Stalita hadzii Kratochvíl, 1934
- Stalita inermifemur Roewer, 1931
- Stalita pretneri Deeleman-Reinhold, 1971
- Stalita taenaria Schiødte, 1847

## Stalitella
Stalitella Absolon & Kratochvíl, 1932
- Stalitella noseki Absolon & Kratochvíl, 1933

## Stalitochara
Stalitochara Simon, 1913
- Stalitochara kabiliana Simon, 1913

## Tedia
Tedia Simon, 1882
- Tedia abdominalis Deeleman-Reinhold, 1988
- Tedia oxygnatha Simon, 1882